# Marathon de Lucerne
 (mai 2019).
Si vous disposez d'ouvrages ou d'articles de référence ou si vous connaissez des sites web de qualité traitant du thème abordé ici, merci de compléter l'article en donnant les références utiles à sa vérifiabilité et en les liant à la section « Notes et références ».
Le marathon de Lucerne, appelé officiellement Swiss City Marathon depuis 2013 et anciennement Lucerne Marathon, est une épreuve de course à pied organisée par l'Association Lucerne Marathon, qui a eu lieu pour la première fois le 28 octobre 2007. Un semi-marathon et une course d'essai (petit marathon) de 13 km sont également au programme.

## Histoire
Avec les 5 594 participants qui ont franchi la ligne d'arrivée, la première édition s'est avérée la manifestation rassemblant le plus grand nombre de participants d'une épreuve de course à pied en Suisse. Le Lucerne Marathon est ainsi tout de suite devenu le troisième plus grand marathon suisse après le marathon de Zurich et le marathon de la Jungfrau. Viktor Röthlin, un des meilleurs coureurs de marathon suisses, est l'ambassadeur de la course.
En 2013, le parcours est modifié. À cette occasion, l'événement est officiellement rebaptisé Swiss City Marathon.
L'édition 2020 est annulée en raison de la pandémie de Covid-19.
En 2023, l'événement accueille l'édition inaugurale des championnats du monde militaires de semi-marathon. La Bahreïnie Violah Jepchumba (en) et le Marocain Mohamed Reda el-Aaraby sont titrés.

## Parcours
Le parcours est un circuit de la longueur d'un semi-marathon avec départ et arrivée au Musée suisse des transports et de la Communication. D'abord, le trajet longe la « Haldenstrasse », en passant devant la « Hofkirche » (cathédrale) et les hôtels de luxe de la ville. Depuis « Schwanenplatz », les coureurs traversent l'embarcadère avec vue sur les célèbres attractions touristiques Pont de la chapelle Lucerne (Kapellbrücke) et tour d'eau (Wasserturm), ainsi que sur la vieille ville. De l'autre côté du lac, le parcours passe devant le Centre de culture et de congrès Lucerne construit par Jean Nouvel, autour de la péninsule Horwer et le long du lac des Quatre-Cantons avec vue sur le panorama exceptionnel des montagnes de Suisse centrale. Depuis Horw, où se trouve l'arrivée de la course d’essai (petit marathon) se trouve, le parcours passe par le stade de l'Allmend avant de s'achever à l'embarcadère et au Musée suisse des transports.

## Vainqueurs
| Année | Hommes                                              | Pays                                                | Temps                                               |                                                     | Femmes                                              | Pays                                                | Temps                                               |
| 2007  | Urs Christen                                        | Suisse                                              | 2 h 33 min 2 s 5                                    | Addis Gezahegne                                     | Éthiopie                                            | 2 h 53 min 27 s 9                                   |                                                     |
| 2008  | Pius Hunold                                         | Suisse                                              | 2 h 31 min 35 s 2                                   | Stefanie Schilling-Planzer                          | Suisse                                              | 3 h 0 min 10 s 5                                    |                                                     |
| 2009  | René Hauser                                         | Suisse                                              | 2 h 27 min 38 s 7                                   | Helga Rauch                                         | Italie                                              | 2 h 56 min 56 s 1                                   |                                                     |
| 2010  | Stefan Müller                                       | Suisse                                              | 2 h 35 min 47 s 6                                   | Julia Wagner                                        | Allemagne                                           | 2 h 47 min 36 s 0                                   |                                                     |
| 2011  | Woody Schoch                                        | Suisse                                              | 2 h 32 min 8 s 6                                    | Lauren Jeska                                        | Royaume-Uni                                         | 2 h 48 min 17 s 0                                   |                                                     |
| 2012  | Patrick Jeanneret                                   | Suisse                                              | 2 h 36 min 2 s 1                                    | Lucia Mayer                                         | Suisse                                              | 2 h 49 min 1 s 3                                    |                                                     |
| 2013  | Bartosz Olszewski                                   | Pologne                                             | 2 h 31 min 15 s 2                                   | Martina Strähl                                      | Suisse                                              | 2 h 39 min 14 s 9                                   |                                                     |
| 2014  | Reto Dietiker                                       | Suisse                                              | 2 h 30 min 19 s 6                                   | Franziska Inauen                                    | Suisse                                              | 2 h 55 min 50 s 8                                   |                                                     |
| 2015  | Fabian Kürt                                         | Suisse                                              | 2 h 26 min 18 s 1                                   | Conny Berchtold                                     | Suisse                                              | 2 h 45 min 20 s 0                                   |                                                     |
| 2016  | Stefan Trummer                                      | Suisse                                              | 2 h 30 min 23 s 6                                   | Susanne Rüegger                                     | Suisse                                              | 2 h 40 min 23 s 9                                   |                                                     |
| 2017  | Fabian Anrig                                        | Suisse                                              | 2 h 27 min 22 s 8                                   | Franziska Inauen                                    | Suisse                                              | 2 h 52 min 49 s 0                                   |                                                     |
| 2018  | Elias Gemperli                                      | Suisse                                              | 2 h 27 min 52 s 9                                   | Franziska Inauen                                    | Suisse                                              | 2 h 51 min 7 s 1                                    |                                                     |
| 2019  | Kay-Uwe Müller                                      | Allemagne                                           | 2 h 27 min 4 s 4                                    | Franziska Inauen                                    | Suisse                                              | 2 h 55 min 3 s 5                                    |                                                     |
| 2020  | Course annulée en raison de la pandémie de Covid-19 | Course annulée en raison de la pandémie de Covid-19 | Course annulée en raison de la pandémie de Covid-19 | Course annulée en raison de la pandémie de Covid-19 | Course annulée en raison de la pandémie de Covid-19 | Course annulée en raison de la pandémie de Covid-19 | Course annulée en raison de la pandémie de Covid-19 |
| 2021  | T-Roy Brown                                         | États-Unis                                          | 2 h 29 min 21 s                                     | Patricia Morceli                                    | Suisse                                              | 2 h 59 min 30 s                                     |                                                     |
| 2022  | Andrea Salvisberg                                   | Suisse                                              | 2 h 24 min 24 s                                     | Kristin Colard                                      | France                                              | 2 h 43 min 48 s                                     |                                                     |
| 2023  | Jack Wood                                           | Royaume-Uni                                         | 2 h 25 min 14 s                                     | Kristin Colard                                      | France                                              | 2 h 43 min 9 s                                      |                                                     |
| 2024  | Jack Nixon                                          | Royaume-Uni                                         | 2 h 24 min 24 s                                     | Ronja Hofstetter                                    | Suisse                                              | 2 h 43 min 38 s                                     |                                                     |

 Record de l'épreuve

## Arrivants
| Année | Marathon | dont femmes |
| ----- | -------- | ----------- |
| 2007  | 2 713    | 577         |
| 2008  | 2 303    | 466         |
| 2009  | 2 104    | 374         |
| 2010  | 1 855    | 330         |
| 2011  | 1 647    | 286         |
| 2012  | 1 634    | 306         |
| 2013  | 1 591    | 280         |
| 2014  | 1 595    | 304         |
| 2015  | 1 439    | 285         |
| 2016  | 1 445    | 282         |
| 2017  | 1 372    | 249         |
| 2018  | 1 057    | 188         |